# 速霸陸1000
速霸陸1000（日语：スバル・1000）為日本富士重工業於1966年至1969年間推出的緊湊型轎車，這是該公司第一款緊湊型轎車，更是首度搭載水平對臥四缸引擎的前輪驅動車。

## 概要與歷史

### 開發背景
自1958年富士重工業推出速霸陸360一炮而紅後，日本的汽車市場也隨著經濟成長、人民收入增加而出現變化，逐漸從輕型車進化到小型車。1954年P-1計劃（速霸陸1500的開發代號）被迫中止後，該公司內部重新檢討以期進入小型車市場。1960年遂以百瀨晉六為領導人，進行一項代號為「A-5」的電動小型車開發計劃：1.5L氣冷式四衝程水平對臥四缸引擎、車身外觀具有俐落的線條、前置前驅的佈局、前輪彈簧A臂式懸吊系統、後輪拖曳臂式懸吊系統等；1963年按此計劃已開發出一輛1.0L氣冷式水平對臥引擎的前輪驅動車。當時富士重工業的公司規模尚無法與豐田汽車、日產汽車等比擬，前者判斷自己無法在1.5L的級距佔到任何優勢，因而中止該計劃。附帶一提的是，雖然電動車計劃胎死腹中未能正式量產，但是該公司仍持續研發相關技術，直到1971年第18屆東京車展上公開亮相一部名為「Electro-wagon X-1」的電動車。
然而，該公司同時進行另一項「A-4」計劃，將條件改成車體尺寸更小、排氣量800c.c.左右、全長3,500mm、全寬1,400mm、車輛重量500公斤、價格40萬日圓以下等。1963年該計劃更加具體化：引擎排氣量923c.c.、FF驅動方式、全長3,885mm、全寬1,400mm、軸距2,400mm、前輪距1,230mm、後輪距1,220mm、車輛重量650公斤等，於是開發團隊打造出一輛代號「63-A」的原型車，也就是速霸陸1000的前身。對於這項「A-4」計劃，團隊內部曾針對引擎結構、佈局及驅動方式等核心問題進行激烈的爭論。
原本較多人支持前置後驅的方案，但1950年代開發前置後驅的P-1試作車時曾碰到傳動軸的棘手問題。為了因應今後汽車行駛速度逐漸提高，決定改採前置前驅方式，不過爬坡性能卻是第一個難題。開發團隊實際在各處坡道測試，得出須將60%的重量分配在車身前半部的結論。於是引擎置於車頭，變速箱安置在前車軸上，連備胎也改放在引擎室中，藉以取得6：4的車身前後配重比。由於已確保58%的車身配重比位於前車輪軸上，就算車子滿載的情況下，在濕滑的上坡行駛也不會偏滑。另一方面，開發團隊和東洋軸承公司（現更名成NTN公司）共同開發出接近等速萬向接頭的「雙偏置式萬向接頭（（日語）ダブル・オフセット・ジョイント，（英文）double offset joint，縮寫成DOJ）」。
該車款上市時，日本國產車共有第一代馬自達Familia、第一代豐田Corolla、第一代日產Sunny等車款共同競逐市場。雖然富士重工業沒有完整的銷售網，進入小型車市場起步較晚，幸好有伊藤忠商事協助販售，速霸陸1000逐漸佔有一席之地。眼見「雙偏置式萬向接頭」運用成功，引發1970年代小型車逐漸FF化。

### 歷史
1965年 - 10月21日在東京希爾頓飯店（今首都東急飯店）舉辦發表記者會，同月29日於第12屆東京車展展出。
1966年 - 5月14日在高輪王子飯店（今高輪大王子飯店）召開「速霸陸1000發售發表會」，隨即於東京都、大阪府、愛知縣展開販售（原廠代號A522型），7月全國發售，10月將三點式座位安全帶列入選購配備。
1967年 - 2月15日發售原廠代號A512型的雙門轎車車型；6月10日進行小改款，並將原廠代號整合成A12型；9月14日發售四門廂型車車型；11月1日發表運動化的轎車車型，追加法國Solex授權三國工業（（日語）株式会社ミクニ）製造的雙化油器，並首度採用扁平化跑車胎。
1968年 - 8月1日發售雙門廂型車車型；9月23日運動轎車車型獲得第10屆日本阿爾卑斯山拉力賽（（日語）日本アルペンラリー）綜合第5名。
1969年 - 3月1日改以新發售的速霸陸ff-1取代此車款。

### 各部結構
關於驅動方式，百瀨晉六曾表示：
|  | 雖然P-1採FR方式，但的確感覺並非合理的傳動方式。前置引擎的動力經傳動軸來到差速器，再傳達到輪胎。這樣過長的路徑，加上傳動軸乃車身震動的肇因，使用在乘用車上是不合理的。相對地FF方式不但零件較少，也沒有壓迫到乘員的空間，乃合理的驅動方式。 |

1960年代日本國產車仍以後輪驅動車為主流，既然富士重工業決定突破傳統，採用前置前驅方式，該搭載哪種形式的引擎？領導開發團隊的百瀨晉六指示了五個條件：
1. 既然已決定前置前驅的佈局，為了使傳動軸操縱角度越小越好，差動齒輪必須置於車體中央。
2. 既然為了讓駕駛人容易開車而決定了油門、煞車、離合器踏板等的位置，此點不能改變。
3. 引擎盡可能低一點以保持車體重心下移，並增加車身設計的靈活度。
4. 因為採前輪驅動，車頭凸出部位盡可能縮短。
5. 應減少震動以提高乘坐舒適性。

根據百瀨的指示，引擎設計部門提出三種方案：橫置式直列四缸引擎、橫置式V型四缸引擎、縱置式水平對臥四缸引擎。在討論的過程中，V型四缸引擎因為難以解決震動問題而首先遭到淘汰。若要自力開發水平對臥引擎，當時並沒有可供參考的研究論文，不過百瀨仍孤注一擲選擇水平對臥引擎。由於決定前輪驅動方式所遇到的最大問題乃是傳動軸的萬向接頭，幸虧「雙偏置式萬向接頭」已成功開發。為了減輕此元件的負擔，有必要等長地延伸傳動軸，卻造成橫置式直列四缸引擎的大難題。
引擎設計部門遂由此開發水平對臥四缸引擎，一開始設計排氣量800c.c.、可輸出36ps的馬力，試作原型則為796c.c.、41ps馬力。接著擴缸至923c.c. / 46ps、977c.c. / 47ps，直到正式量產的EA52型才確立為977c.c.、55ps的馬力。不過前述的「A-5」計劃使用的是氣冷式冷卻系統，到後來改變成水冷式亦有因由。EA52型引擎為了追求輕量化，汽缸、汽缸本體、汽缸頭等皆以鋁合金製成，整具引擎的乾燥重量為75公斤，比起傳統直列四缸引擎減輕15%的重量。冷卻方式由一主要、一輔助的雙冷卻器加上小型電動風扇構成，低溫時只有輔助冷卻器作動，高溫時主要冷卻器啟動，更高溫時輔助冷卻器的電動風扇會開啟以強制冷卻；另外曲軸前端也有冷卻風扇幫忙降溫。此外還有一石二鳥的作用，使輔助冷卻器成為空調暖氣的加熱來源。
關於速霸陸1000採用的中心樞軸轉向系統，煞車鼓與車輪分開，大王銷傾斜角與輪胎中心線對齊。一般普遍使用的轉向系統將煞車系統置於輪胎內側，當駕駛人踩下煞車時，大王銷難以插入且輪胎中心線難以跟大王銷傾斜角一致。是以中心樞軸轉向系統具有的特點為：減少輪胎和地面的摩擦，並減輕低速行駛時的轉向力。彈簧下方的重量減輕，加強輪胎接觸地面、操控表現及行駛穩定性，因為對路面狀況的反饋不會快速回到操控。再者由於能確保較大的轉向角，即使是相同尺寸的輪胎，仍可以減少轉彎半徑。鋁合金製成的煞車鼓配置了眾多散熱片，亦可提供有效的散熱。
為了減少十字形萬向接頭在車輛轉彎或加速過程中所產生的震動，速霸陸1000改採等速萬向接頭。此種萬向接頭包含兩個部份：輪胎內側的等速萬向接頭（（日語）等速ジョイント，（英文）constant velocity joint，縮寫成CVJ）和靠近差速器、可伸縮的雙偏置式萬向接頭（（日語）ダブル・オフセット・ジョイント，（英文）double offset joint，縮寫成DOJ）。其特點為：再大的接頭角度均以等速傳達，迴轉速度上並無變化。與十字形萬向接頭相比，等速萬向接頭之軸並無彎曲作用，非但構造更緊實，不平衡的震動也少。等速萬向接頭內的鋼球能圓滑平順地運轉，不會造成動力的損失；而且採密封式設計，無須補充潤滑油。
懸吊系統方面仍延續速霸陸360的四輪獨立懸吊，前輪為縱置扭桿彈簧加三角形控制臂的雙A臂懸吊系統，後輪則為扭桿彈簧和中央螺旋彈簧並用的拖曳臂懸吊系統。其中前輪扭桿的凸輪、後輪中央螺旋彈簧的螺栓皆可用扳手調整，以調節車身高度。

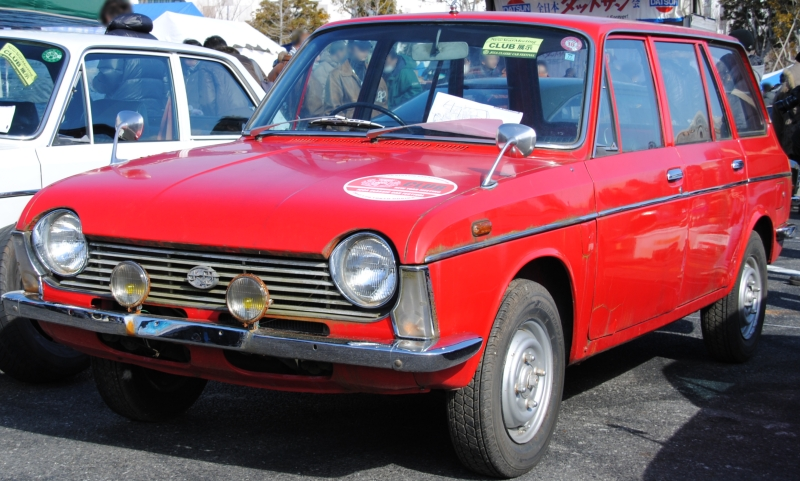
旅行車車型

## 外部連結
- （日語）日本官方網站 （页面存档备份，存于）